# Бразильско-кабо-вердианские отношения
Бразильско-кабо-вердианские отношения — двусторонние дипломатические отношения между Федеративной Республикой Бразилия и Республикой Кабо-Верде. Обе страны являются членами Содружества португалоязычных стран, Группы 77 и Организации Объединенных Наций.

## История
И Бразилия, и Кабо-Верде были объединены в течение трехсот лет как части Португальской империи. Будучи частью Португальской империи, Кабо-Верде использовалось в качестве отправной точки во время атлантической работорговли из континентальной Африки в Бразилию. С 1815 по 1822 год Кабо-Верде управлялось Бразилией во время переезда португальского двора в Бразилию.
В июле 1975 года Кабо-Верде получило независимость от Португалии. В том же году Бразилия и Кабо-Верде установили дипломатические отношения. В 1977 году обе страны подписали Базовое соглашение о сотрудничестве, а в 1979 году обе страны подписали Договор о дружбе и сотрудничестве и Соглашение о культурном сотрудничестве. В 1983 году президент Бразилии Жуан Фигейреду посетил Кабо-Верде с официальным визитом. Также в 1985 году произошёл визит в Бразилию президента Кабо-Верде Аристидиша Перейры. Со времен первых визитов состоялись многочисленные визиты на высоком уровне между лидерами обеих стран.
В настоящее время Кабо-Верде является одним из крупнейших партнеров в проектах, разработанных в основном за счет средств Бразильского агентства по сотрудничеству. Страна также воспользовалась возможностями, предоставляемыми программой студенческого соглашения для студентов и аспирантов, и ежегодно направляет сотни студентов в Бразилию. Дипломаты и военные из Кабо-Верде также традиционно посещают учебные курсы в Бразилии.
Между обеими странами проводит прямые рейсы авиакомпания Cabo Verde Airlines.

## Визиты на высоком уровне
Визиты высокого уровня из Бразилии в Кабо-Верде
- Президент Жуан Фигейреду (1983)
- Президент Жозе Сарней (1986)
- Президент Луис Инасиу Лула да Силва (2004, 2010)
- Министр иностранных дел Мауро Виейра (2015)
- Министр иностранных дел Жозе Серра (2016)
- Президент Мишел Темер (2018)
- Министр иностранных дел Эрнесто Араухо (2019)

Визиты высокого уровня из Кабо-Верде в Бразилию
- Президент Аристидиш Перейра (1985, 1987, 1990)
- Президент Антониу Машкареньяш Монтейру (1992)
- Президент Педру Пиреш (2002, 2003, 2005, 2006, 2007)
- Премьер-министр Жозе Мария Невеш (2003, 2005, 2009)
- Министр иностранных дел Хорхе Альберту да Силва Борхес (2012)

## Дипломатические миссии
- Бразилия имеет посольство в Прае[2].
- Кабо-Верде имеет посольство в Бразилиа.